# Betty Bigombe
Betty Bigombe (Gulu, 21 oktober 1952) is een Oegandees politica. In het buitenland is ze vooral bekend geworden als vredesonderhandelaar met het Verzetsleger van de Heer.

## Levensloop
Bigombe werd geboren in het gebied dat in die tijd bekendstond als Acholiland; zelf is ze ook afkomstig uit de bevolkingsgroep Acholi. Ze is geboren in een gezin van elf kinderen; haar vader was een verpleger. Ze behaalde haar bachelorgraad aan de Universiteit van Makerere in sociale wetenschappen.
Van 1981 tot 1984 werkte ze als leidinggevende in de mijnbouw voor een Oegandees staatsbedrijf. Van 1986 tot 1996 diende ze als parlementslid.
In 1988 werd ze benoemd tot staatsminister voor de noordelijke regio van Oeganda. Ze werd belast met de taak om het Verzetsleger van de Heer over te halen de wapens neer te leggen, nadat het Oegandese leger tevergeefs had geprobeerd de rebellen te verslaan.
Bigombe legde contact met de rebellenleider Joseph Kony in juni 1993. In februari 1994 bleken de onderhandelingen echter te zijn mislukt en laaiden de gevechten in het land weer langere tijd op.
Dankzij een beurs ging ze voor een studie bestuurskunde naar de John F. Kennedy School of Government die onderdeel van de Harvard-universiteit uitmaakt. Hier behaalde ze haar mastergraad in 1997. Daarna ging ze aan de slag bij de Wereldbank als senior socioloog bij de Post-conflict Unit. Later werkte ze bij de Wereldbank als consultant voor de Social Protection and Human Development Unit. In 1999 en 2000 leverde ze technische ondersteuning aan het Carter Center die bezig was met een uiteindelijk succesvolle conflictbemiddeling tussen Oeganda en Soedan
Na de slachting van Barlonyo op 21 februari 2004 vloog Bigombe terug naar Oeganda en fungeerde ze als hoofdbemiddelaar in een nieuw vredesinitiatief. Op 20 april 2005 liepen de onderhandelingen niettemin spaak. Desondanks worden haar bemiddelingsrondes van die tijd gezien als het fundament onder de onderhandelingen van Djoeba van 2006 tot 2007 onder leiding van de regering van zuidelijk Soedan. Deze gesprekken werden bijna succesvol afgerond totdat Joseph Kony op het allerlaatst weigerde zijn handtekening onder het vredesverdrag te zetten.
Bigombe richtte verder de Arcadia Foundation op in 2004. Met deze organisatie voert ze strijd tegen corruptie door regeringen wereldwijd. Volgens gewezen president Manuel Zelaya van Honduras zou Arcadia een dekmantel zijn van de CIA en achter de staatsgreep zitten die leidde tot zijn val.
In 2006 keerde ze terug naar de Verenigde Staten. Eerst ging ze aan de slag als senior fellow voor het United States Institute of Peace en vervolgens als distinguished african scholar voor het Woodrow Wilson International Center for Scholars, beide in Washington D.C.
In 2009 werd ze benoemd tot voorzitter van de nationale informatie- en technologieautoriteit  in Oeganda. Sinds maart 2011 is ze de vertegenwoordiger voor het parlement voor de vrouwenkieskring van Amuru. Op 27 mei 2011 werd ze benoemd tot staatsminister voor watervoorraden.
In maart 2011 werd ze onderscheiden met een Geuzenpenning voor haar rol als vredesonderhandelaar met het Verzetsleger van de Heer.